# Broadstone
Broadstone är en ort i Storbritannien.   Den ligger i kommunen Dorset och riksdelen England, i den södra delen av landet, 160 km sydväst om huvudstaden London. Broadstone ligger 47 meter över havet och antalet invånare är 10 256.
Terrängen runt Broadstone är platt. Runt Broadstone är det mycket tätbefolkat, med 1 886 invånare per kvadratkilometer. Närmaste större samhälle är Poole, 4,8 km söder om Broadstone. Omgivningarna runt Broadstone är en mosaik av jordbruksmark och naturlig växtlighet.